# Thông Triều Tiên
Thông Triều Tiên (danh pháp hai phần: Pinus koraiensis) là một loài thông bản địa của khu vực Đông Á, từ Mãn Châu, viễn đông Nga, Triều Tiên tới miền trung Nhật Bản. Ở phía bắc của khu vực phân bố của nó, thông Triều Tiên có thể sinh sống tới các độ cao vừa phải, thông thường khoảng 600–900 m, trong khi xa hơn về phía nam thì nó là loài cây miền núi, sinh sồnmgs tại độ cao tới 2.000-2.600 m như ở Nhật Bản. Nó là cây thân gỗ lớn, cao tới 40–50 m, và đường kính thân cây tới 1,5–2 m.
Nó là thành viên của phân chi Strobus (nhóm thông trắng), và giống như các thành viên của nhóm này, các lá kim của nó mọc thành bó (chùm) gồm 5 kim, với lớp vỏ bao sớm rụng. Các lá kim dài khoảng 7–13 cm. Các nón của thông Triều Tiên dài khoảng 8–17 cm, màu xanh lục hay tía trước khi thuần thục, chuyển thành màu nâu vào khoảng 18 tháng sau khi thụ phấn. Các hạt dài 14–18 mm chỉ có cánh dạng vết tích và được phát tán nhờ chim bổ hạt đốm (Nucifraga caryocatactes).

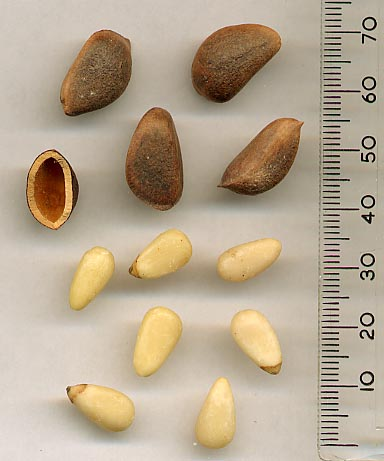
Hạt thông Triều Tiên

Thông Triều Tiên khác với họ hàng gần với nó (thông Siberi) ở chỗ có các nón lớn hơn với các phần đỉnh có vảy ngược và các lá kim dài hơn.
Hạt thông Triều Tiên được thu hoạch và bán như là một loại hạt ăn được, khá phổ biến ở khu vực đông bắc Trung Quốc và nó là loại hạt thông được buôn bán rộng nhất trên thị trường quốc tế.
Thông Triều Tiên là loại cây cảnh phổ biến trong các công viên và các khu vườn lớn tại các khu vực có khí hậu lạnh, chẳng hạn như miền đông Canada và các bang đông bắc Hoa Kỳ, với sự phát triển không nhanh nhưng ổn định ở nhiều nơi. Nó chịu được mùa đông giá lạnh với nhiệt độ có thể xuống tới khoảng -50 °C.